# Rivière Saint-Vincent
Pour les articles homonymes, voir Saint-Vincent.
La rivière Saint-Vincent est un affluent de la rive nord du lac Guéguen, coulant dans la Senneterre, dans la municipalité régionale de comté (MRC) de La Vallée-de-l'Or, dans la région administrative de l’Abitibi-Témiscamingue, au Québec, au Canada.
La rivière Saint-Vincent traverse les cantons Tavernier et Pershing. Cette rivière coule entièrement en territoire forestier. La foresterie constitue la principale activité économique de ce bassin versant ; les activités récréotouristiques, en second. La surface de la rivière est habituellement gelée de la mi-décembre à la mi-avril.
Le chemin Croinor (route forestière) reliant Senneterre et le secteur du lac Blanchin, permet d’accéder au bassin versant de la rivière Saint-Vincent.

## Géographie
La rivière Saint-Vincent prend sa source à l’embouchure du lac Saint-Vincent (longueur : 1,8 km ; largeur maximale : 1,1 km ; altitude : 329 m).
L’embouchure du lac Saint-Vincent est située à 15,4 km à l'est du lac Tiblemont lequel est traversé par la rivière Louvicourt, 18,3 km au sud du chemin de fer du Canadien National, à 26,1 km au sud-est du centre-ville de Senneterre (ville), à 51,5 km au nord-est du centre-ville de Val d’Or et à 5,1 km au nord de la confluence de la rivière Saint-Vincent avec le lac Guéguen.
Les principaux bassins versants voisins de la rivière Saint-Vincent sont :
- côté nord : rivière Mégiscane, rivière Senneterre ;
- côté est : rivière Assup, rivière Marquis ;
- côté sud : lac Guéguen, rivière Marquis ;
- côté ouest : rivière Marquis, rivière Louvicourt, lac Tiblemont.

À partir de l’embouchure du lac Saint-Vincent, la rivière Saint-Vincent coule sur 6,6 km selon les segments suivants :
- 4,1 km vers le sud, jusqu’à un ruisseau (venant du nord-est) ;
- 2,5 km vers le sud, jusqu'à la confluence de la rivière[1].

La rivière Saint-Vincent se décharge sur la rive nord de la Baie Vauquelin du lac Guéguen (longueur : 15,3 km pour sa partie ouest et 10,5 km pour sa partie est). Ce lac est traversé par la rivière Marquis puis elle va se déverser sur la rive sud-est du lac Simon ; ce dernier est formé par un élargissement de la rivière Villebon qui le traverse vers le nord, pour aller se déverser sur la rive sud-est du lac Endormi lequel est traversé par la rivière Louvicourt.
Cette confluence de la rivière Saint-Vincent avec le lac Guéguen est située, à 1,5 km au nord de la confluence de la rivière Marquis avec le lac Guéguen, à 17,5 km à l'est de la route 113, à 19,1 km au nord-est du centre du village de Louvicourt et à 30,8 km au sud-est du centre-ville de Senneterre.

## Toponymie
Le toponyme rivière Saint-Vincent a été choisi à une époque de grande ferveur chrétienne sous l’inspiration de religieux. La toponymie chrétienne est fort implantée au Québec.
Le toponyme rivière Saint-Vincent a été officialisé le 5 décembre 1968 à la Commission de toponymie du Québec.